# Napad na letališče Žitomir
Napad na letališče Žitomir se je zgodil 27. februarja 2022 med rusko invazijo na Ukrajino leta 2022 v Žitomirju v Žitomirski oblasti v Ukrajini, približno 150 km od glavnega mesta Kijev. Poročali so, da je Rusija za napad na civilno letališče Žitomir uporabila raketne sisteme 9K720 Iskander, ki se nahajajo v Belorusiji.